# Philibert Trudaine de Montigny
Pour les articles homonymes, voir Trudaine.
Jean Charles Philibert Trudaine de Montigny, né le 19 janvier 1733 à Clermont-Ferrand et mort le 5 août 1777 à Paris, était un administrateur et un savant français.

## Biographie
Petit-fils de Charles Trudaine, il est le fils de Daniel-Charles Trudaine (1703-1769), intendant des finances et directeur du département des Ponts et Chaussées de 1743 à sa mort, en janvier 1769. Jean Charles Philibert Trudaine de Montigny, qui collaborait avec son père depuis 1757, lui succéda alors comme intendant des finances (chargé des Ponts et Chaussées). 
Il est aussi un chimiste renommé, membre de l'Académie des sciences. Grâce à sa fortune, il joue un rôle de mécène anonyme, finançant notamment la création du Journal de Physique. Ayant comme son père encouragé les voyages de savants et de techniciens à travers la France et à l’étranger (dont en Italie le botaniste Latapie en 1775 et l'inspecteur des manufactures Roland de La Platière en 1776), il voyage lui-même dans la péninsule en 1770-1771 mais toutes ses archives ont malheureusement disparu. Il est l'ami de Turgot.
La suppression des charges d'intendants des finances par Necker en 1777 l'éloigne du gouvernement, peu avant sa mort qu'il trouve sur un chemin desservant le château de Montigny, frappé d'apoplexie.
Il se marie deux fois : en 1756 avec Françoise-Bernardine Gaigne de Perrigny, puis en 1762 avec Anne-Marie-Rosalie Bouvard de Fourqueux, fille de Michel Bouvard de Fourqueux, alors procureur général de la chambre des comptes de Paris, et de Marie Louise Auget de Monthyon.

Sa seconde épouse lui donne deux fils :
- Charles Louis, seigneur de Montigny (septembre 1764-1794), avocat du roi au Châtelet en 1782, conseiller au parlement de Paris en 1785
- Charles Michel, seigneur de la Sablière (mai 1766-1794),  avocat du roi au Châtelet en 1783, conseiller au parlement de Paris en 1786

Ralliés à la Révolution, proches d'André Chénier et de François de Pange, les deux frères sont guillotinés avec André Chénier le 26 juillet 1794 (8 Thermidor an II).
Charles-Michel Trudaine a été l'amant de Victoire de Montmorin-Saint-Hérem, comtesse de La Luzerne (1765-1794), fille du ministre assassiné en 1792, dont le mari était parti en émigration. Elle a mis au monde une fille naturelle en 1793 déclarée sous le nom de Françoise Oberton, qui est adoptée ensuite sous le nom d’Élisa par sa tante, Mme Maynon d'Invault. Victoire de La Luzerne est emprisonnée pendant la Terreur avec sa famille. Malgré le fidèle soutien de son amie et cousine, la comtesse de Sérilly, elle sombre dans la folie et se laisse mourir.
Philibert Trudaine de Montigny est seigneur de la vicomté de Fronsac, Montigny-Lencoup, Laleu, Saint-Maurice, L'Houmeau, Le Plomb, Lozières, La Jarrie, les Menus-Fiefs, Château-Guibert, Guimenerie et L'Airaudière.

## Publications
- Avis aux peuples des provinces où la contagion sur le bétail a pénétré, et à ceux des provinces voisines, Paris : Impr. royale, 1775, in-8°, 16 p.